# Doodschuld
De doodschuld,  soms ook ante obitum genoemd, is een bedrag dat het sterfhuis betaalt aan een corporatie waarvan de overleden persoon lid was. De doodschuld was vrij algemeen bij middeleeuwse corporaties zoals gilden, broederschappen, schuttersgilden maar ook burgerwachten, rederijkerskamers en buurschappen kenden de doodschuld. Het was een schuld die elk nieuw lid op zich nam maar die meestal tot aan de dood kon uitgesteld worden. Dit leidde soms tot processen met de erfgenamen.
Het bedrag van de doodschuld was uiteraard afhankelijk van de betrokken corporatie en was heel dikwijls in de statuten vastgelegd. Dikwijls was er slechts een minimumbedrag vastgelegd en werd er door rijke leden meer bijgedragen. In sommige statuten was dan weer een minimumbedrag vastgelegd voor de ‘rijken’ en werden de ‘armen’ vrijgesteld van doodschuld. Soms kon de doodschuld in natura vereffend worden in de vorm van een maaltijd of van drank. Dit was vrij frequent het geval bij schuttersgilden.
In een corporatie waar doodschulden moesten betaald worden hield men meestal een doodschuldenboek bij, een register waarin de te ontvangen doodschulden werden ingeschreven en waarin de overlijdens werden bijgehouden door een kruisje bij de naam van het overleden lid te plaatsen. Bij de leden die vooruit hadden betaald schreef men dan ‘solvit’.
In ruil voor de doodschuld werd de begrafenis van de gestorven gildebroeder opgeluisterd door het gilde en werden er zielemissen gelezen voor de afgestorven broeder. Dikwijls werd een doodskleed door de corporatie ter beschikking gesteld voor de plechtigheid en werd er voor kaarsen gezorgd. Soms werden er aalmoezen of brood uitgedeeld aan het sterfhuis. Naast de individuele zielemissen werden er meestal jaarlijks collectieve zielemissen opgedragen.